# John Peckham
John Peckham o Pecham (Patcham, Sussex, 1220 o 1225 - Mortlake, 1290) fue un sacerdote franciscano inglés , teólogo y arzobispo de Canterbury. Perteneció a la llamada escuela franciscana de París.

## Biografía
Nacido en Sussex hacia 1225, Peckham completa sus estudios iniciales en Oxford bajo la guía de Adam Marsh, otro importante maestro inglés cuya vida y doctrina resultarán determinantes en su vocación franciscana. Fue discípulo de Buenaventura de Fidanza en París, donde enseñó hacia 1270 y, tras haber concluido el estudio del trivium y el quadrivium, Peckham enseña como maestro en la facultad de Oxford (1271-1275), donde fue influido por los escritos de Roger Bacon. Luego ingresa en la Orden de Hermanos Menores, entre 1250 y 1255.
Las vicisitudes de su vocación franciscana y, sobre todo, su alta concepción de la misma, fueron plasmadas por Peckham en un opúsculo de carácter autobiográfico: Canticum pauperis pro dilecto.
Enviado a París para el estudio de la teología, desde 1269 hasta 1271-1272 ocupa el puesto de maestro regente del studium franciscano. En 1272 sucede al maestro franciscano Tomás Bungay en la cátedra de teología de Oxford, donde introduce la técnica de la disputa «quodlibetal», de uso en París.
Fue elegido ministro provincial de Inglaterra en 1276 y llamado a Roma, entre 1277 y 1278, como lector del Sacro Palacio (1276-1279).
El papa Nicolás III lo nombra arzobispo de Canterbury en 1279, puesto que ocupó hasta 1292. Entre sus obras está una Expositio super Regulam Fratrum Minorum, hasta hace poco atribuida a san Buenaventura.

## Obras

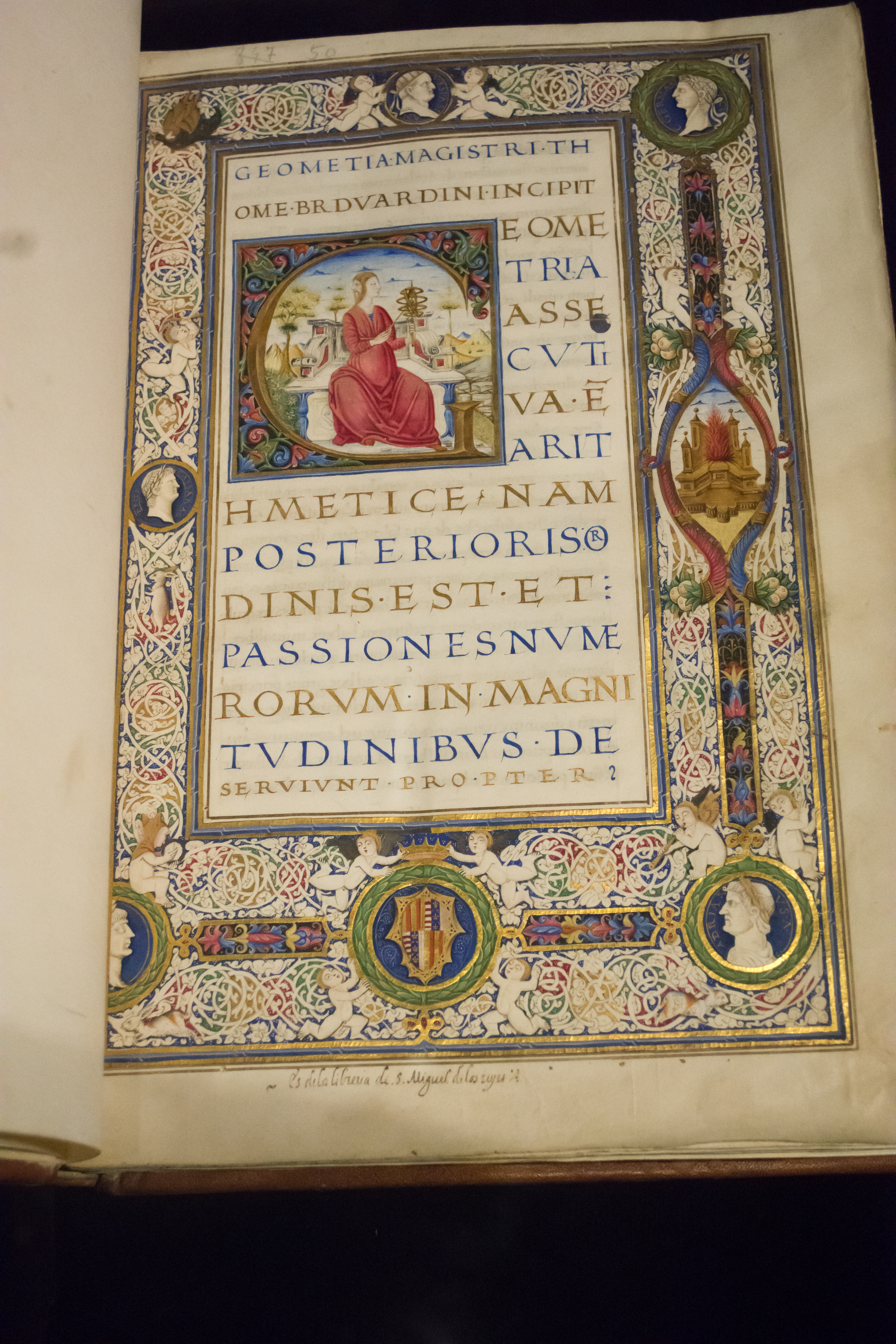
Códice en latín con las obras de Thomas Bradwardine, Geometria speculativa, y de Johannes Peckham, Perspectiva communis, ilustrado por el taller de Cola Rapino (1495).

Escribió numerosas obras de carácter filosófico-teológico y espiritual. Las Cartas que dirigió en 1284-1285 a la Universidad de Oxford, a sus autoridades académicas y al obispo de Lincoln contienen una descripción interesante y apasionada de la situación cultural de su tiempo, como asimismo sus prevenciones y críticas a las innovaciones tomistas.
Ataca también con virulencia a Averroes y a los materialistas. Se vio envuelto en las duras polémicas que enfrentaron en las Universidades a los maestros seculares y a los mendicantes.
Trata de defender la filosofía, pero critica aquella que cree que es falsa. La oposición de doctrinas es, en último término, la oposición entre franciscanos y dominicos, entre el agustinismo de los primeros y el aristotelismo de los segundos. El motivo de las críticas no es tanto de orden ontológico cuanto de carácter gnoseológico y antropológico. El problema de fondo está en saber si el hombre puede o no prescindir de la iluminación divina para conocer el hecho de la verdad. La voluntad prevalece sobre la razón, y la autodeterminación voluntaria, que caracteriza al hombre, no queda determinada por la acción causal del conocimiento, pues la voluntad es la facultad suprema del ser humano.
Tenía interés en las disciplinas de científicas y matemáticas, en particular en la física, dejando una obra sobre óptica fundamental: Perspectiva communis.